# Miroslav Budinov
Miroslav Vladimirov Budinov (in bulgaro Мирослав Владимиров Будинов?; Sofia, 23 gennaio 1986) è un ex calciatore bulgaro, di ruolo attaccante.

## Carriera
Ha sempre giocato nel campionato bulgaro, alternandosi tra la massima serie e la seconda divisione, fatta eccezione una breve parentesi in Grecia con l'Ethnikos Gazoros.